# Aapparsuaq
Aapparsuaq (nach alter Rechtschreibung Aíparssuaĸ; „die große Zweite“) ist eine grönländische Insel im Distrikt Upernavik in der Avannaata Kommunia.

## Geografie
Aapparsuaq ist durch einen rund 350 m breiten Sund von der Insel Puugutaa im Nordosten getrennt und liegt somit am nördlichen Ufer des Ikeq (Upernavik Isfjord). 3 km nordwestlich liegt die Insel Aappi. Aapparsuaq hat eine Höhe von 159 m.